# Polygonum huichunense
Polygonum huichunense là một loài thực vật có hoa trong họ Rau răm. Loài này được F.Z. Li, Y.T. Hou & C.Y. Qu mô tả khoa học đầu tiên năm 2007.